# طویس مغنی
طویس ( مغنی )، یکی از مشهورترین خوانندگان و نوازندگان عصر خود بود. او در بسیاری از کتب تاریخی به عنوان رامشگر و هنرمند محبوب دوران یاد شده است. حدا، که مخفف آن حدا آواز خواندن برای اشتران است، یکی از هنرهای ویژه او بود. در واقع، او در حداء خوانی برای شتربانان عرب مهارت ویژه‌ای داشت و از زنان آوازی همچون سیرین، زرنب، حوله، رباب، رائقه و سلمی بهره می‌برد.

## داستان‌ها و روایات
یکی از داستان‌های معروف درباره طویس این است که او به حضور ام عمر رفت و از اشعب اجازه گرفت تا وارد شود. اشعب پاسخ داد که ام عمر اکنون خسته است و نمی‌تواند کسی را بپذیرد. طویس در جواب گفت: "ای اشعب، یکی دو روز به منصب حجابت منصوب شدی و به اندازه دو پشگل کار نکردی و دو موی را نتوانی قطع کرد".

## یادکرد در کتب تاریخی
طویس ( مغنی ) در صفحات بسیاری از کتب تاریخی ذکر شده است. او در کنار شخصیت‌های مشهوری چون طه حسین و ابوداود طیالسی یاد شده است.

## ویژگی‌ها و نقل‌قول‌ها
طویس به عنوان فردی که همواره در وقایع مهم حضور داشت، شناخته می‌شود. او در رخدادهای بزرگی چون ارتحال امیر ابو منصور سبکتکین نیز به عنوان شاهد حضور داشت. یکی از گفته‌های معروف درباره او این است که "طویس مغنی شد که به شومی ضرب المثل است".

## حضور در ادب و فرهنگ
طویس در آثار ادب و فرهنگ بسیاری یاد شده است. او نه تنها به خاطر هنر موسیقی خود، بلکه به خاطر حضورش در داستان‌های عاشقانه و فرهنگی نیز شناخته می‌شود. به عنوان مثال، داستان او با لیلى و عزة یکی از داستان‌های معروف است که در آن، لیلی او را شناخت و به او خندید.

## مراجع
1. ↑  "Surūsh". Intishārāt-i Rādyū Tilivīzyūn-i Jumhūrī-i Islāmī-i Īrān. 16 نوامبر 1992 – via Google Books.
2. ↑  Sipihr, Muḥammad Taqī (16 نوامبر 1962). "Ṅāsikh al-tavārīkh, tālīf Muḥammad Taqī, Lisān al-Mulk & ʻAbbās-Qulī Sipihr: pt. 1. Zandagani Hazrat Imam Musa al-Kazim ʻalayhi al-Salam". Amīr-i Kabīr – via Google Books.
3. ↑  Khaldūn, Ibn (16 نوامبر 1966). "Muqaddamah-i Ibn Khaldūn". Bungāh-i Tarjumah va Nashr-i Kitāb – via Google Books.
4. ↑  "نامۀ دانشوران ناصرى: در شرح حال ششصد تن از دانشمندان نامى". مؤسسۀ مطبوعاتى دار الفكر،. 16 نوامبر 1959 – via Google Books.
5. ↑  زيدان, جُرجي (5 ژوئن 2022). "الحجاج بن يوسف". Hindawi Foundation – via Google Books.